# Juigné-sur-Loire
Juigné-sur-Loire är en kommun i departementet Maine-et-Loire i regionen Pays de la Loire i nordvästra Frankrike. Kommunen ligger i kantonen Les Ponts-de-Cé som tillhör arrondissementet Angers. År 2018 hade Juigné-sur-Loire 2 707 invånare.

## Befolkningsutveckling
Antalet invånare i kommunen Juigné-sur-Loire
| Referens: INSEE |